# Oficina de Política Militar del Partido Nazi
La Oficina de Política Militar del NSDAP (en alemán: Wehrpolitisches Amt der NSDAP, W.P.A. o WPA, literalmente Oficina de Política de Defensa del NSDAP) era una organización del Partido Nazi. Fue dirigido por Franz Ritter von Epp y Anton Haselmayer, y se encontraba en el mismo edificio que la Oficina de Asuntos Exteriores del NSDAP, dirigida por Alfred Rosenberg.
Durante la remilitarización de Alemania, iniciada por los nazis poco después de que tomaran el poder, su objetivo declarado era "aclarar las cuestiones político-militares, realizar campañas de propaganda con el propósito de crear un espíritu beligerante y una mejor comprensión de los asuntos militares entre la gente, y para controlar todas las actividades en los campos de la política militar y las ciencias ".
Este intento de obtener la autoridad exclusiva en todos los asuntos de educación y capacitación en defensa lo puso en conflicto con el Ministerio de Defensa, que se opuso a esta intrusión en su monopolio sobre la tenencia de armas. Como resultado, se disolvió en 1935, lo que no molestó a Adolf Hitler; Aparte de la propaganda y los ministerios de guerra, también había muchas otras instituciones y organizaciones que ya estaban preocupadas por la "remilitarización" del pueblo alemán.